# Hartford (Kentucky)
Pour les articles homonymes, voir Hartford.
La ville de Hartford est le siège du comté d'Ohio, dans l'État du Kentucky, aux États-Unis. Elle comptait 2 571 habitants lors du recensement de 2000.